# Incudine (Italia)
(Gregorio Brunelli, «Curiosi trattenimenti contenenti ragguagli sacri e profani dei popoli camuni», 1698)
Incudine (Incüzen in dialetto camuno) è un comune italiano di 343 abitanti della Val Camonica, provincia di Brescia in Lombardia.

## Geografia fisica

### Territorio
Incudine è diviso in due dal fiume Oglio. La parte settentrionale, rivolta a sud-ovest, è chiamato Incudine al Solivo (da Sulìf, che in dialetto camuno indica un posto soleggiato), mentre la parte meridionale, rivolta a nord, è detta Incudine al Vago (da Vàch, che in dialetto camuno indica il lato in ombra della vallata),
e nella zona dove passa la strada nazionale è detta borgo.

## Origini del nome
Una "bota" (storia tramandata oralmente), un'antica leggenda, che si perde nella notte dei tempi che comunque alcuni studiosi ritengono abbia qualche fondamento, racconta che il paese di Incudine fu fondato, in epoca romana o medievale, come campo di raccolta e di sorveglianza per schiavi (da cui il nome "incudine" per indicare il grosso pezzo di ferro su cui venivano "ribattuti i ferri" che incatenavano). Ma un'altra ipotesi viene proposta sull'origine del piccolo borgo che può essere, con buona approssimazione, fissata in epoca post-romana: come per il nucleo originario di un altro paese della media Val Camonica: Ono San Pietro, anche per Incudine si può ritenere, con buone probabilità, che un gruppo (o una carovana) di nomadi provenienti dalle pianure ungheresi, durante le continue trasmigrazioni di massa del primo periodo medievale, abbia fissato la propria dimora in questo sito, erigendo alcune piccole case rurali a ridosso della ripida montagna che sovrasta il corso dell'Oglio in questa parte dell'alta Valle.

## Storia

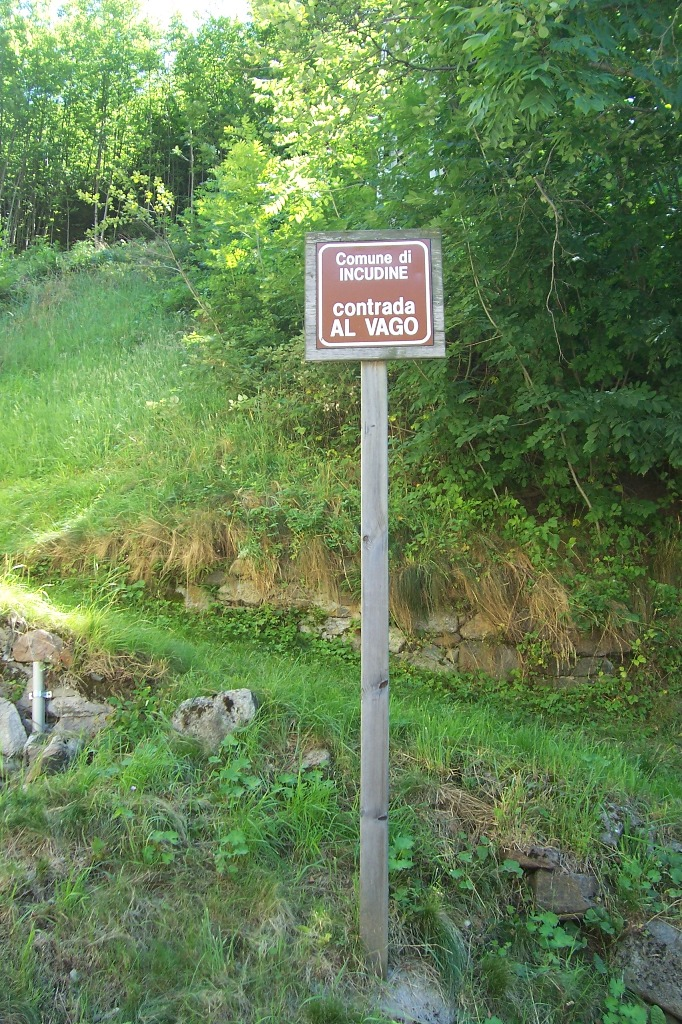
Incudine, contrada al Vago

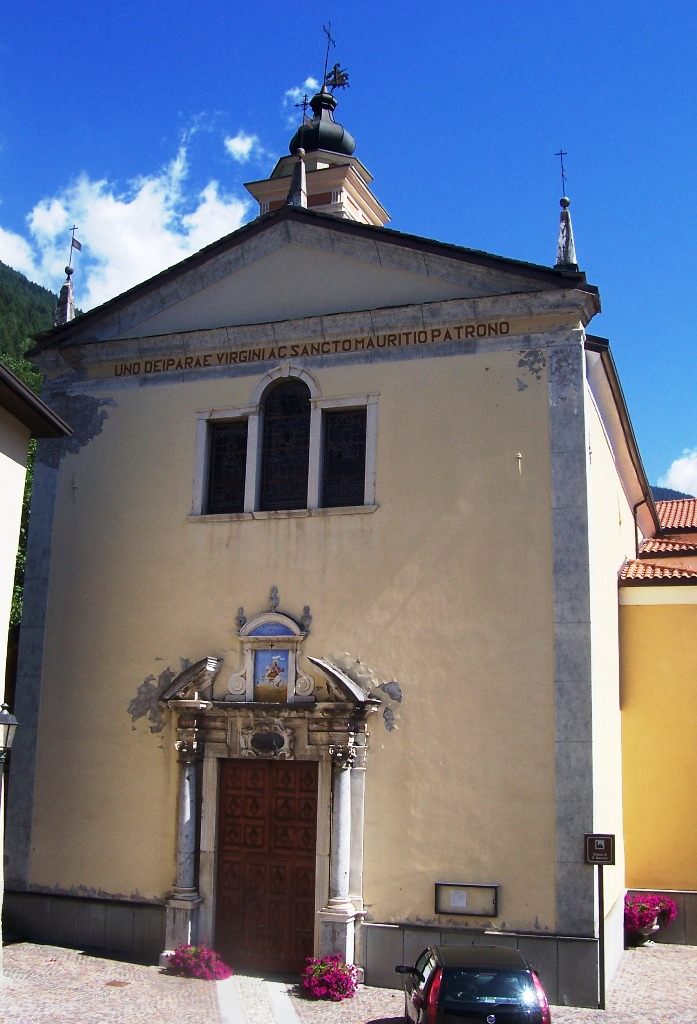
Chiesa parrocchiale di San Maurizio

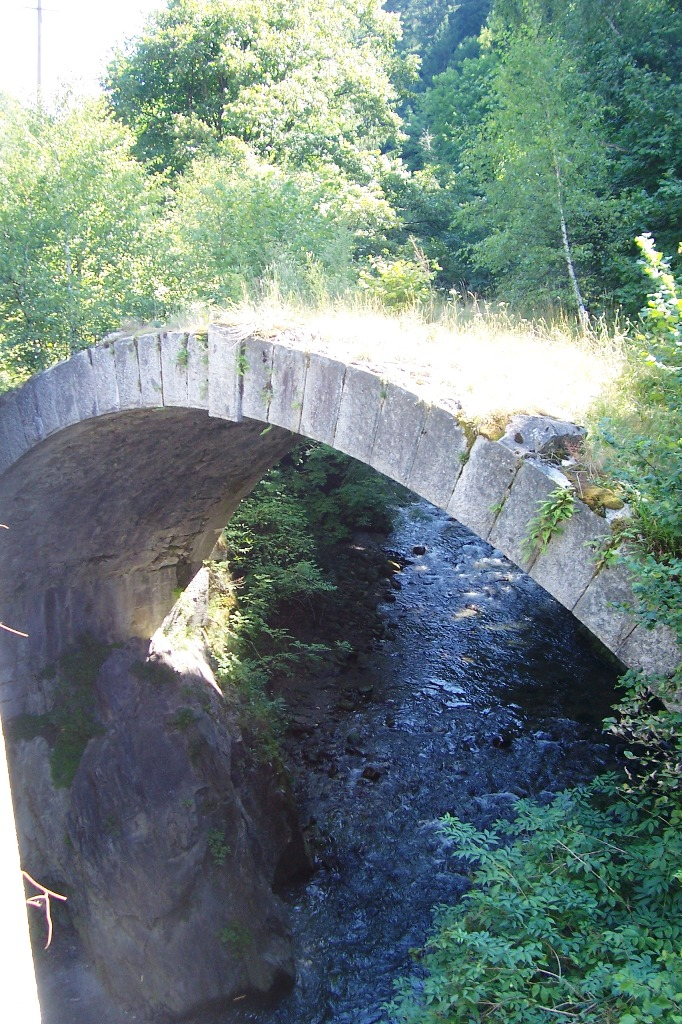
Ponte del "Salto del Lupo", a nord dell'abitato

Domenica 15 marzo 1299 un console della vicinia di Incudine, Giovanni Gustanci, si reca con alcuni vicini ad Edolo dove è presente Cazoino da Capriolo, camerario del vescovo di Brescia Berardo Maggi. Qui confermano che nel loro territorio ogni diritto, consuetudine e giurisdizione apparteneva al vescovo di Brescia, e versando le decime. Viene ricordato che i vicini di Incudine erano obbligati a cacciare una volta l'anno per la curia. Sono enumerati 40 manenti.
Il 14 ottobre 1336 il vescovo di Brescia Jacopo de Atti investe iure feudi dei diritti di decima nei territori di Incudine, Cortenedolo, Mù, Cemmo, Zero, Viviano e Capo di Ponte a Maffeo e Giroldo Botelli di Nadro.
Alla pace di Breno del 31 dicembre 1397 i rappresentanti della comunità di Incudine, Giovanni Carnevallio e il notaio Brizio di Monno, si schierarono sulla sponda ghibellina.
Il 17 settembre 1423 il vescovo di Brescia Francesco Marerio investe iure feudi dei diritti di decima nei territori di Monno, Cevo, Andrista, Grumello, Saviore, Cemmo, Ono, Sonico, Astrio, Malegno, Cortenedolo, Vione, Incudine e Berzo Demo a Bertolino della Torre di Cemmo .
Nel 1634, su consiglio ecclesiastico, venne distrutta una roccia presso un monte chiamato Fasano (Plazza?) dove gli abitanti si recavano in processione durante i periodi di siccità.
Il paese era importante centro per l'acquisto del maiale: da qui nasce il soprannome Strügel (“pericolosi, inaffidabili venditori di maiali”).

### Feudatari locali
Famiglie che hanno ottenuto l'infeudazione vescovile dell'abitato:
| Famiglia    | Stemma | Periodo  |
| Botelli     |        | 1336 - ? |
| Della Torre |        | 1423 - ? |

### Simboli
Lo stemma e il gonfalone del comune di Incudine sono stati concessi con decreto del presidente della Repubblica del 25 febbraio 1954.
»
Il gonfalone è un drappo di azzurro.

## Monumenti e luoghi d'interesse

### Architetture religiose
Le chiese di Incudine sono:
- Parrocchiale di San Maurizio, costruzione seicentesca, con campanile della prima metà del XVIII secolo. L'edificio venne ampliato all'inizio del XX secolo. L'interno, barocco, è arricchito da una pregevole pala d'altare
- Chiesa di San Bernardino, in località Vago, del XVII secolo
- Chiesa di San Vito e Sant'Anna, ai piedi della cima di San Vito, a 1860 m s.l.m. Le sue dimensioni, suppur modeste, sono importanti per il contesto ambientale in cui è collocata. È caratterizzata da una facciata a capanna e all'interno si può notare il caratteristico soffitto a volta; una volta adornata da innumerevoli ex-voto (piccoli quadretti donati dai fedeli per grazie ricevuta in seguito all'invocazione dei Santi) la maggior parte dei quali è ora conservata nella chiesa Parrocchiale di San Maurizio.[17]

## Società

### Evoluzione demografica

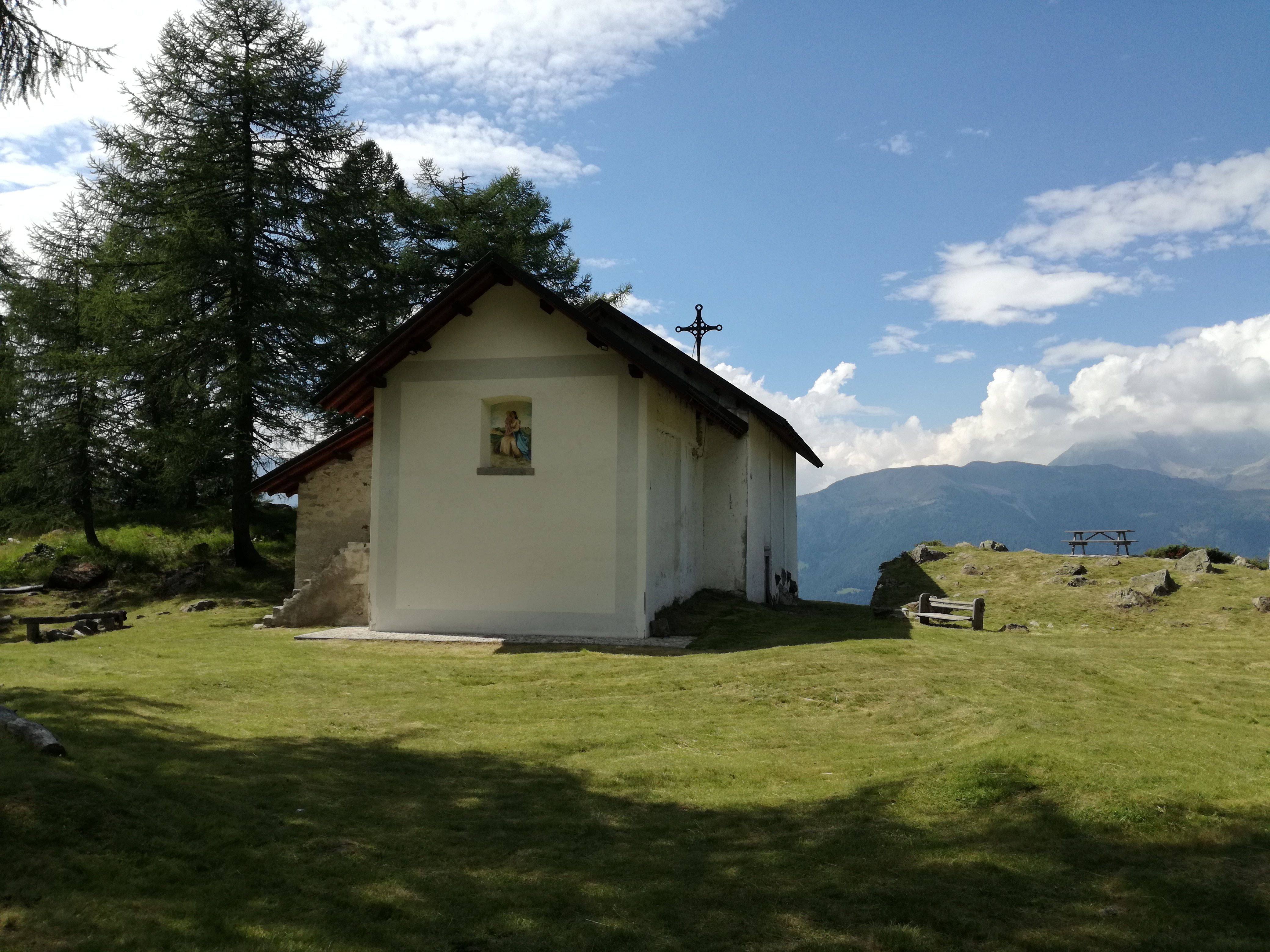
Chiesa di San Vito e Sant'Anna

Abitanti censiti

### Tradizioni e folclore
I cognomi sono nei dialetti comuni dei soprannomi o nomiglioli, a volte personali, altre indicanti tratti caratteristici di una comunità. Quello che contraddistingue gli abitanti di Incudine è Strüghei(cioè insipidi, scostanti e pericolosi) oppure Pórcei (maiali).
- 15 giugno, festa di San Vito. Ci si recava al santuario, che sorge nei pressi del monte Aviolo (in caso di maltempo la festa era celebrata nella parrocchiale). Una leggenda popolare associa San Vito all'Uomo selvatico.[19]
- 26 luglio, festa di Sant'Anna.

## Amministrazione
| Periodo          | Periodo          | Primo cittadino           | Partito      | Carica      | Note |
| ---------------- | ---------------- | ------------------------- | ------------ | ----------- | ---- |
| 24 aprile 1995   | 4 agosto 1996    | Giovanni Serini           | lista civica | Sindaco     |      |
| 4 agosto 1996    | 18 novembre 1996 | Giancarlo Di Vincenzo     |              | Commissario |      |
| 18 novembre 1996 | 14 maggio 2001   | Mario Serini              | lista civica | Sindaco     |      |
| 14 maggio 2001   | 16 maggio 2011   | Luigi Giancarlo Marchioni | lista civica | Sindaco     |      |
| 16 maggio 2011   | 4 ottobre 2021   | Bruno Serini              | lista civica | Sindaco     |      |
| 4 ottobre 2021   | in carica        | Diego Carli               | lista civica | Sindaco     |      |

### Unione di comuni
Incudine fa parte dell'Unione Comuni dell'Alta Valle Camonica, assieme ai comuni di Ponte di Legno, Vione, Vezza d'Oglio, Temù e Monno.
L'unione di comuni, che ha sede a Ponte di Legno, è stata creata il 30 ottobre 2000, ed ha una superficie di circa 284,10 km².